# Koło nośne

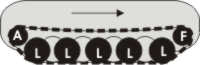
Gąsienicowy układ jezdny. Koła nośne oznaczono literą L

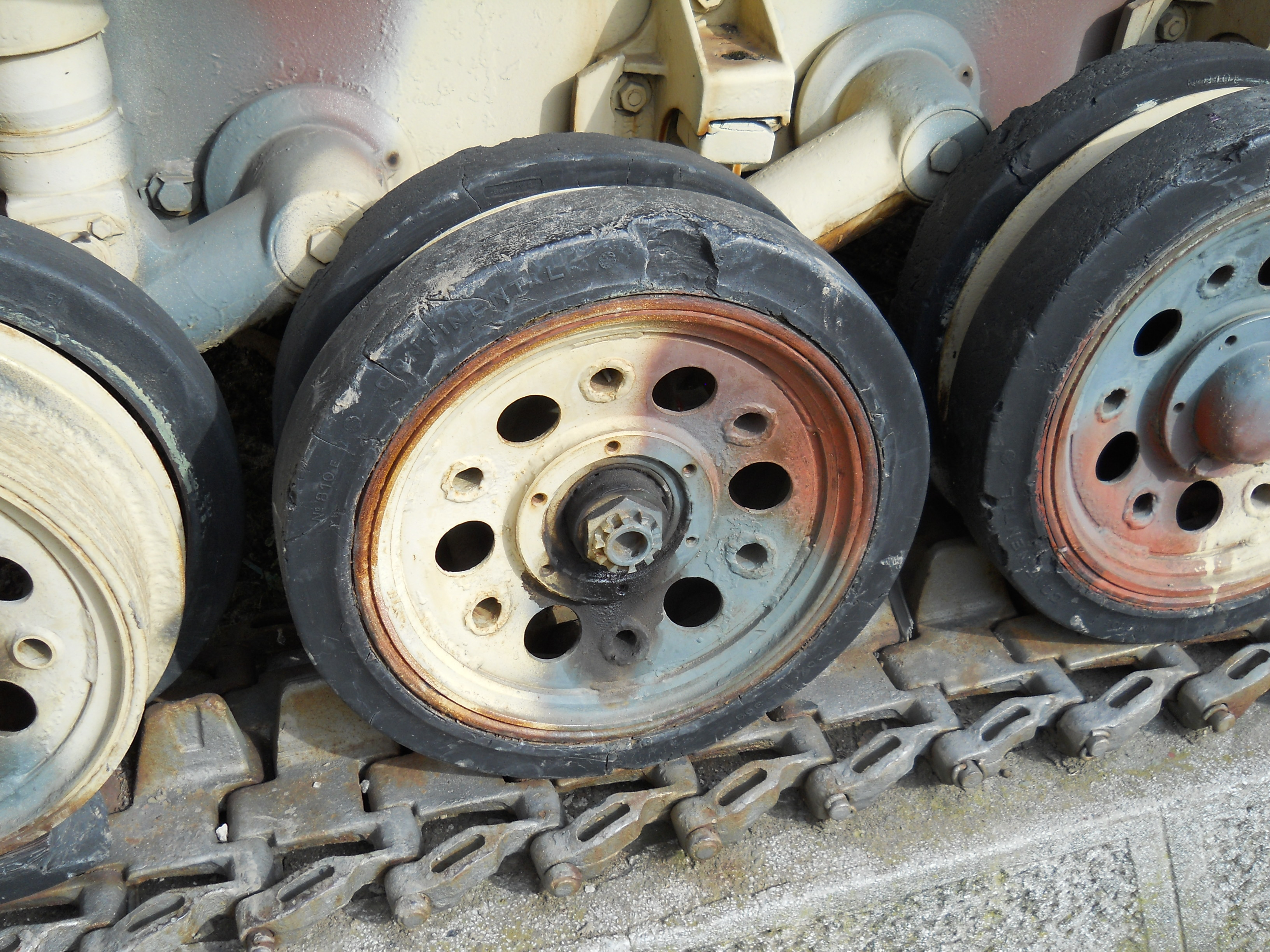
Koła nośne niemieckiego działa pancernego Sturmgeschütz III. Widoczne gumowe elementy (bandaże) amortyzacji zewnętrznej

Koło nośne – jedno z kół przenoszących ciężar pojazdu gąsienicowego na dolną część gąsienicy i przez nią na podłoże oraz prowadzących dolną część gąsienicy. 
W zależności od potrzeb, stosuje się kola nośne o różnych rozmiarach i różnej konstrukcji. Koła nośne o małej średnicy zapewniają bardziej równomierny rozkład nacisku pojazdu na podłoże niż koła o dużej średnicy, ale układ bieżny z małymi kołami ma mniejszą sprawność. 
Koła nośne, zwłaszcza w pojazdach poruszających się z większą prędkością są amortyzowane, co zmniejsza uderzenia kół o gąsienice. Amortyzacja może być wewnętrzna, gdy obręcz koła jest połączona z korpusem przez pierścień gumowy lub zewnętrzna, w której obręcz koła jest otoczona bandażem gumowym. Amortyzacja zewnętrzna wpływa dodatnio na żywotność gąsienicy.